# 216
216 là một năm trong lịch Julius. 

## Mất
- Trương Lỗ, lãnh chúa Hán Trung, người từng cho danh tướng Mã Siêu nương náu khi thất bại tại trận Ký Thành